# Crazy Train (MSX)
Crazy Train (Japans: ウインターゲームズ) is een computerspel dat werd ontwikkeld door Konami en werd uitgegeven door Sony. Het spel wordt van bovenaf gespeeld. De speler moet de puzzelstukken dusdanig verschuiven dat een train altijd kan blijven doorrijden.